# Amélie Sachsová
Amélie Sachsová je postavou z knih Jefferyho Deavera. Vystupuje v sérii s Lincolnem Rhymem (9 knih) a ve dvou povídkách. Je to partnerka a spolupracovnice newyorského ochrnutého kriminalisty Lincolna Rhyma.
Amélie Sachsová u policie začínala jako pochůzkářka, později povýšila na detektiva třetí úrovně. S Lincolnem Rhymem se seznámila poté, co nechala zastavit vlak a uzavřít frekventovanou ulici jen proto, aby nedošlo ke kontaminaci místa činu (a znemožnila tak samotnému kongresmanovi přednést projev), což geniální kriminalista ocenil jako skvělou iniciativu. Měla v plánu své místo odejít (oficiálně kvůli chronické artritidě, ve skutečnosti kvůli zklamání a znechucení, které v ní zůstalo ze zrady jejího bývalého přítele Nicka Carelliho, tajného agenta, který se ukázal být ve skutečnosti zkorumpovaným zlodějem).
Amélie Sachsová vyniká kromě ohledávání místa činu také ve střelbě a řízení. Až do osmého dílu měla sportovní auto Chevrolet Camaro, v osmém díle o něj přičiněním pachatele přišla. Miluje rychlou jízdu (její osobní rekord je 301 km/h), což Lincoln Rhyme považuje vedle jejího kousání nehtů a drásání si kůže na hlavě za jasné znaky sebeubližování. Jejím životním mottem je otcovo rčení "když se hýbeš, nemohou tě chytit".
Její otec, Herman Sachs, byl také policistou, pochůzkářem. Zemřel na rakovinu ještě před začátkem prvního dílu série, Sběratel kostí. Se svou matkou Rose Sachsovou udržuje Amélie vztah, který sama označuje jako "složitý". 
S Lincolnem Rhymem se setkala v prvním díle, díky tomu, že se náhodou ocitla na prvním místě činu vraždy. Bydlí v Brooklynu, ale někdy přespává u Rhyma, který bydlí na západním okraji Central Parku. Často se s Rhymem rozcházejí ve způsobu vyšetřování, ona spoléhá spíš na svědky, zatímco Rhyme spíš na důkazy. Než přešla k policii, tak se živila modelingem v agentuře Chantelle na Madison Avenue.
Ve druhém díle, Tanečník, se její vztah s Lincolnem Rhymem změnil z blízkého přátelství na vztah milenecký, který udržují dodnes. Plánují dokonce dítě, ovšem kvůli Améliině endometrióze je její šance na otěhotnění mizivá. 

## Seznam knih, ve kterých Amélie Sachsová vystupuje

### Romány
- Sběratel kostí
- Tanečník
- Prázdné křeslo
- Kamenná opice
- Iluze
- Dvanáctá karta
- Hodinář
- Rozbité okno
- Hořící drát

### Povídky
- Vánoční dárek – jako součást povídkové sbírky Panoptikum
- Locardův princip – jako součást povídkové sbírky Vrahem může být kdokoliv